# Roiu
Roiu is een plaats in de Estlandse gemeente Kastre, provincie Tartumaa. De plaats heeft de status van groter dorp of ‘vlek’ (Estisch: alevik) en telt 406 inwoners (2021).
De plaats lag tot in oktober 2017 in de gemeente Haaslava. In die maand ging de gemeente op in de fusiegemeente Kastre.
De rivier Mõra stroomt langs Roiu.

## Geschiedenis
Roiu werd in 1627 voor het eerst vermeld onder de naam Roya Wessky. Dat was toen de naam van een molen (het Estische woord veski betekent ‘molen’). In 1796 bestond er een veeboerderij Rojo op het landgoed van Kriimani. In 1923 is voor het eerst sprake van een nederzetting Roio.
Roio fuseerde in 1946 met delen van de dorpen Päkste en Kõivuküla tot een dorp Roiu. In 1977 kreeg Roiu de status van vlek.